# Бак Йенсен, Виктор
Виктор Бак Йенсен (дат. Victor Bak Jensen; род. 3 октября 2003, Копенгаген) — датский футболист, защитник клуба «Мидтьюлланн».

## Клубная карьера
Бак Йенсен — воспитанник клуба «Мидтьюлланн». 22 мая 2022 года в матче против «Раннерс» он дебютировал в датской Суперлиге. Летом того же года Бак Йенсен перешёл в «Хобро» на правах аренды. 1 сентября в матче против «Видовре» он дебютировал в Первой лиге Дании. 14 октября в поединке против «Вейле» Виктор забил свой первый гол за «Хобро». Летом 2023 года Бак Йенсен был арендован португальской «Мафрой». 13 августа в матче против дублёров «Бенфики» он дебютировал в Сегунда лиги. По окончании аренды игрок вернулся в «Мидтьюлланн». 9 марта 2025 года в поединке против «Ольборга» Виктор забил свой первый гол за команду. В 2024 году игрок помог клубу выиграть чемпионат.

## Достижения
Клубные
 «Мидтьюлланн»
- Победитель датской Суперлиги — 2023/2024